# Couteau de bénédicité
Un couteau de bénédicité (en anglais notation knife) est un couteau sur la lame duquel est gravée une partition musicale.

## Description
Seuls quelques rares exemplaires de ces couteaux, datés d'environ 1550 et d'origine italienne ou française, sont répertoriés dans plusieurs musées et une collection privée : Musée national de la Renaissance d'Écouen, (7 exemplaires), Fitzwilliam Museum de Cambridge (un exemplaire)[Information douteuse], Philadelphia Museum of Art (trois exemplaires), Victoria and Albert Museum de Londres (un exemplaire) et collection Jacques Hollander (un exemplaire).
Ces couteaux mesurent environ 29 cm de long, avec une lame d'environ 18 cm de long et 3 à 3,5 cm de large,. La lame est en acier et le manche en ivoire d'éléphant sculpté. Le tranchant de la lame correspond à un couteau pour trancher la viande, mais sa largeur et son extrémité pointue évoquent plus un couteau de service, destiné à présenter la viande, qu'un couteau à découper.
Sur chaque face de la lame est gravée une portée musicale, avec des paroles en latin : une face est consacrée au benedicite ou Benedictio mensae (« Quae sumpturi sumus benedicat trinus et unus »), chanté avant le repas, et l'autre aux grâces ou Gratiarum actio (« Pro tuis deus beneficiis gratias agimus tibi »), prière chantée après le repas.
Chacun des couteaux est destiné à une voix spécifique, indiquée au dessus de la portée, basse, ténor, contreténor et superius. 
Des deux pièces (Benedictio et Gratiarum actio), deux versions musicales indépendantes sont connues : l'une à 6 voix, dont seules 4 semblent avoir été conservées (« version 1 »), l'autre à quatre voix (« version 2 »). 
Des enregistrements contemporains ont été réalisés par le Royal College of Music,.